# والتر دیگلمن
والتر دیگلمن (انگلیسی: Walter Diggelmann; ۱۱ اوت ۱۹۱۵ – ۵ مارس ۱۹۹۹) دوچرخه‌سوار اهل سوئیس بود.